# رهاب الموت
رهاب الموت أو النيكروفوبيا (بالإنجليزية: Necrophobia)‏ رهاب محدد وهو خوف غير منطقي مثل الخوف من الجثث، وكذلك الأشياء المرتبطة بالموت كصناديق الجثث والقبور والجنازات، ومثل كل أنواع المشاعر يشكل رعب من الأشياء المتعلقة بالموت، وبالمعنى الثقافي يمكن تسميته بـ (الخوف من الموت ) وهناك مجموعه ثقافية تؤمن بأن أرواح الموتى تعود لتطارد الأحياء.
الأعراض: ضيق في التنفس والتنفس السريع عدم انتظام نبضات القلب والتعرق وجفاف الفم والإرتعاش، الشعور بالغثيان وعدم الارتياح والشعور التام بالرهبة والخوف.
قد يشعر المصاب بهذه الأعراض وهذا الرهاب طوال الوقت، كما قد يعاني من هذا الخوف عندما يثير مشاعره شيء ما أو حدث مثل مواجهه حيوان ميت أو جنازة أحد يحبه أو الأصدقاء والأقارب.
ومن الممكن أن يتطور هذا الخوف عند مشاهدة موت شخص أو الإجبار على حضور جنازة وهو طفل، ويصاب حالات أخرى بهذا الرهاب عند مشاهدة مقاطع أو صور مرعبة.
حالات الرهاب والخوف تعد حالات خطيره وهناك خيارات للعلاج قد يكون بالأدوية أو بالعلاج النفسي.  